# Ron Graham

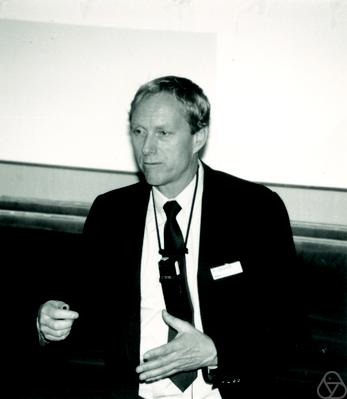
Ron Graham in 1987

Ronald Lewis Graham (Taft (Californië), 31 oktober 1935 – La Jolla, 6 juli 2020) was een Amerikaans wiskundige. 
De American Mathematical Society kwalificeert hem als "een van de voornaamste architecten van de snelle wereldwijde ontwikkeling van de discrete wiskunde van de laatste jaren". Hij heeft belangwekkend werk verricht op het gebied van scheduling theory, numerieke meetkunde, Ramsey-theorie en quasi-randomness.
Hij was Chief Scientist aan het California Institute for Telecommunication and Information Technology (ook bekend als Cal-(IT)2) en Irwin and Joan Jacobs Professor bij de faculteit voor Computer Science en Engineering van de Universiteit van Californië te San Diego (UCSD).

## Loopbaan
Graham werd geboren in Taft, Californië. In 1962 promoveerde hij in de wiskunde aan de Universiteit van Californië te Berkeley (Cal). 
In 1977 publiceerde hij een artikel over een vraagstuk op het gebied van de Ramsey theorie waarin hij een groot getal presenteerde als bovengrens voor de oplossing van het vraagstuk. Dit getal staat sindsdien bekend als het grootste getal dat ooit is gebruikt in een serieus wiskundig bewijs (en is aldus opgenomen in het Guinness Book of Records); dit getal is beter bekend als het getal van Graham.
Graham heeft het Erdősgetal, genoemd naar de zeer productieve Hongaarse wiskundige Paul Erdős gepopulariseerd. Het Erdősgetal geeft het aantal schakels weer dat een wiskundige verwijderd is van Erdős, in die zin dat wiskundige A een schakel vormt met wiskundige B als zij co-auteurs zijn van een publicatie. Het Erdősgetal van Graham is 1.
Graham heeft niet alleen samen met Erdős gepubliceerd, maar was ook goed met hem bevriend. Erdős heeft vaak bij hem gelogeerd en vertrouwde op Graham om op zijn wiskundig materiaal en zelfs zijn geld te letten.
Graham heeft in de "Ripley's Believe It or Not" gestaan, niet alleen als "een van de meest vooraanstaande wiskundigen van de wereld," maar ook als "een zeer begaafd trampolinespringer en jongleur," alsmede "voorzitter van de International Jugglers Association" (sic).
In 2003 heeft Graham de jaarlijkse Steele-prijs van de American Mathematical Society ontvangen voor zijn gehele oeuvre. De prijs werd uitgereikt op 16 januari van dat jaar op de Joint Mathematics Meetings in Baltimore, Maryland, USA.
Tot en met 2003 heeft Graham ongeveer 300 artikelen en vijf boeken gepubliceerd.
Hij was getrouwd met Fan Chung, de Akamai Professor voor Internetwiskunde aan de Universiteit van Californië te San Diego. Hij had twee kinderen. Ronald Graham overleed in 2020 op 84-jarige leeftijd.